# Lachnocrepis
Lachnocrepis es un  género de coleópteros adéfagos de la familia Carabidae.

## Especies
Comprende las siguientes especies:
- Lachnocrepis japonica Bates, 1873
- Lachnocrepis parallela (Say, 1830)
- Lachnocrepis prolixa Bates, 1873